# Museo de Historia Urbana y Social de Suresnes
El Museo de Historia Urbana y Social de Suresnes (francés: Musée d'histoire urbaine et sociale de Suresnes) es un museo de Francia instalado desde junio de 2013 en el antiguo edificio de la estación de tren de Suresnes - Longchamp.
Al presentar la evolución de la ciudad, se centra especialmente en el urbanismo social de los años 1920 y 1930, de los cuales la ciudad jardín y la Escuela al aire libre son los ejemplos más significativos.
El presupuesto inicial del museo fue de 8,3 millones de euros para una superficie total de aproximadamente 1.300 metros cuadrados, incluida la creación de una ampliación de 220 metros cuadrados destinada a exposiciones temporales. Su coste final es de 10 millones de euros.